# Macrotrachela decora
Macrotrachela decora är en hjuldjursart som först beskrevs av David Bryce 1912.  Macrotrachela decora ingår i släktet Macrotrachela och familjen Philodinidae. Arten är reproducerande i Sverige. Inga underarter finns listade i Catalogue of Life.